# 师公教
師公教又名壯族師公教和三元教，是广西壯族信仰的一種宗教。師公教認為萬物有靈，並且為多神信仰。師公教沒有主神，僅將上元道化唐将军、中元护政葛将军、下元定志周将军尊稱为祖师，此外教徒還信仰包括雷公、蛟龍、虎等超過200位神靈。師公教的發展受到道教影響。師公教的神職人員稱為師公。